# ʿAydarūsīya
Die ʿAydarūsīya war eine aus einer Familie jemenitischen Ursprungs hervorgegangene Sufi-Bruderschaft, die im späteren Mittelalter und in der frühen Neuzeit erheblichen Einfluss in Indien und Indonesien ausübte.
Der am Hofe des Sultans von Aceh wirkende islamische Religionsgelehrte Nūr ad-Dīn ar-Rānīrī (gest. 1658) aus Gujarat war einer ihrer namhaften Vertreter.